# 漢字
漢字（かんじ）は、中国古代の黄河文明で発祥した表語文字であり、四大文明で使用された古代文字のうち、現用される唯一の文字体系である。また最も文字数が多い文字体系であり、その数は約10万字に上る。古代から周辺諸国家や地域に伝わり漢字文化圏を形成し、言語のみならず文化上に大きな影響を与えた。
現代では中国語、日本語、朝鮮語（韓国語）、中国国内の一部少数民族のベトナム語の記述に使われる。現在、朝鮮語ではほとんど使用されなくなっている。20世紀に入り、漢字文化圏内でも中国語と日本語以外は漢字表記をほとんど廃止したが、今なお約15億人が使用し、約50億人が使うラテン文字についで、世界で2番目に使用者数が多い文字体系である。

## 概要

### 漢字の特徴
ラテン文字に代表されるアルファベットが1つの音価を表記する音素文字であるのに対し、漢字は一般に、それぞれが個別の意味を持ち音節に対応している形態素である。しかし現代中国語の単語は、大部分が2つ以上の漢字を組み合わせたものになっている。
本来、1字が一義を表すことだけを重視して表意文字としてきたのだが、これは古代中国語の1音節が1つの意味を表す孤立語的な言語構造に由来するのであって、正確には音と意味両者を表記する表語文字である。つまり、1字が1語を表しているのである。このような漢字の特徴から伝統的な文字学では漢字を形・音・義の3要素によって分析してきた。
しかし、1つの音の持つ語が派生義を生んで、1字が複数の（まったく正反対の、あるいは無関係で一方の字義からは想像することはできないような）字義を持っていたり、読みが変わって、複数の字音を持っていたりする場合もある。また、外来語を表記する場合など、単純に音を表すために作られた漢字もあり、字義を持たない場合もある。字義の有無を問わず、1音節を表す文字という点において音節文字である日本語の仮名とは近い関係にある。

### 漢字を輸入した国と、現在の使用状況

漢字文化圏における主な言語での「漢字文化圏」「東アジア文化圏」という概念の言い方と書き方

日本、朝鮮、琉球王国、ベトナムは、古代中国から漢字を輸入して使用した。また、シンガポール、マレーシアのように、中国から移住した人たちが多く住み、漢字を使用している地域がある。これらの漢字を使用する・していた周辺諸国を包括して漢字文化圏と呼ぶ。
日本では漢委奴国王印や古墳時代の稲荷台1号墳に埋蔵されていた鉄剣の銘文が、日本における初期の漢字事例とされており、また近年の研究で、朝鮮半島を経由して伝来した文字・使用方法が存在する可能性が指摘されている。
現在、漢字は、中国（中華人民共和国）・台湾（中華民国）・日本（日本国）で日常的に、韓国（大韓民国）・シンガポールなどで限定的で用いられている。しかし、20世紀後半の各国政府の政策で漢字を簡略化したり使用の制限などを行ったりしたため、現在では、これらの国で完全に文字体系を共有しているわけではない。
また、北朝鮮やベトナムのように、漢字使用を公式にやめた国もある。しかし、漢字は使わなくなっても漢字とともに流入した語彙が各言語の語種として大きな割合を占めている。
漢字音は地域・時代によって変化する。しかしながら、淵源となる中古音から各地域の音韻変化に従って規則的に変化しているため、類推可能な共通性を持っている。また地域により発音が違う場合でも同じ字で表すことができるため、国境を越えて漢字を使った筆談でコミュニケーションを取ることもある。字形の複雑さから、手書きする場合には、書き間違いや省略などによって字体は少なからず変化してきた。そうして変化した字体のうち、ある程度の範囲に定着した俗字が各国において正字に選ばれ、字形にわずかな差異が見られる場合がある。また地域音や地域特有の字義を表すための国字・方言字や異体字も多く作られてきた。

### 漢字の数
中国語の音節の数は、現代普通話の場合、声調の組み合わせを考えても1,600種未満であり、音節文字であれば、これだけの文字種があれば足りる計算になる。しかし、同音異義の語を、部首をつけるなどの手法を用いて区別する漢字は、5,000種前後が同時代的に使用されてきた。これに、時代の変遷による字体の変化、同じ字音、字義を表す異体字、地域変種などを加えて整理すると、簡単に1万を越す漢字が集まることになり、歴代の字書は時代が下るにつれて多くの漢字を集め、1994年の『中華字海』に至っては85,568字を収録している。ただし、ほとんどの文字は歴史的な文書の中でしか見られない使用頻度の低いものである。研究によると、中国で機能的非識字状態にならないようにするには、3,000字から4,000字の漢字を知っていれば充分という。
一般に非文明化部族の言語は語彙が多すぎて整理されていない傾向にあり、漢字は発生当時の時代の非合理性をそのまま引き継いでしまったという批判がある。このように近代以降、異体字を整理したり使用頻度の少ない漢字の利用を制限しようとする動きは何度もあったが、現在でもその数は増え続けている。常に新しい字が創作されるため、過去から現在に至る過程で、どれだけの数の漢字が作られたかは明確ではない。たとえば、既存の中で考慮される漢字がない何かしらの意図を表現するために、新しい種類が作られてきた。漢字の理論とは万人に開かれたもので、適当と思われれば新たな漢字をつくる事が誰にでもできる。しかしながら、このように発明された漢字は、公的に認められた一覧からはしばしば除かれて行く。以下に、主要な歴史的中国語辞典（字書）が採録した漢字数を表す。
| 年   | 辞書名                 | 漢字数  |
| ---- | ---------------------- | ------- |
| 100  | 説文解字               | 9,353   |
| 543  | 玉篇                   | 12,158  |
| 601  | 切韻                   | 16,917  |
| 997  | 龍龕手鑑               | 26,430  |
| 1011 | 広韻                   | 26,194  |
| 1039 | 集韻                   | 53,525  |
| 1208 | 五音篇海               | 54,595  |
| 1615 | 字彙                   | 33,179  |
| 1675 | 正字通                 | 33,440  |
| 1716 | 康熙字典               | 47,035  |
| 1916 | 中華大字典             | 48,000  |
| 1989 | 漢語大字典（第一版）   | 54,678  |
| 1994 | 中華字海               | 85,568  |
| 2001 | 異體字字典（正式一版） | 105,982 |
| 2010 | 漢語大字典（第二版）   | 60,370  |
| 2014 | 漢字海                 | 102,447 |
| 2024 | 異體字字典（正式七版） | 106,303 |

コンピュータで処理するための文字集合では、Unicode 13.0が92,856字以上を、日本の企業のソフトウェア『今昔文字鏡』が（漢字以外の文字も含むが）約16万字を収録するなど、さらに多くの漢字を集めているものもある。

#### 正字の数
正字とは略字・俗字などの異体字に対して、正式の字である。中華民国（台湾）行政院教育部の『異體字字典（正式七版）』によれば、漢字の正字数は29,920字であるが、85字の日本特用漢字（国字）と255字の韓国特用漢字を含んでいないので、合わせば30,260字である。

## 歴史
伝承によると、中国における文字の発祥は、黄帝の代に倉頡が砂浜を歩いた鳥の足跡を見て、足跡から鳥の種類が分かるように概念も同じようにして表現できることに気づいて作った文字とされる。また『易経』には聖人が漢字を作ったと記されている。
考古学的に最古の漢字は、二里頭遺跡から発見された出土土器に文字を刻んだ陶文である、形象化され記録保持に使用された明確な文字で漢字の誕生と言える。

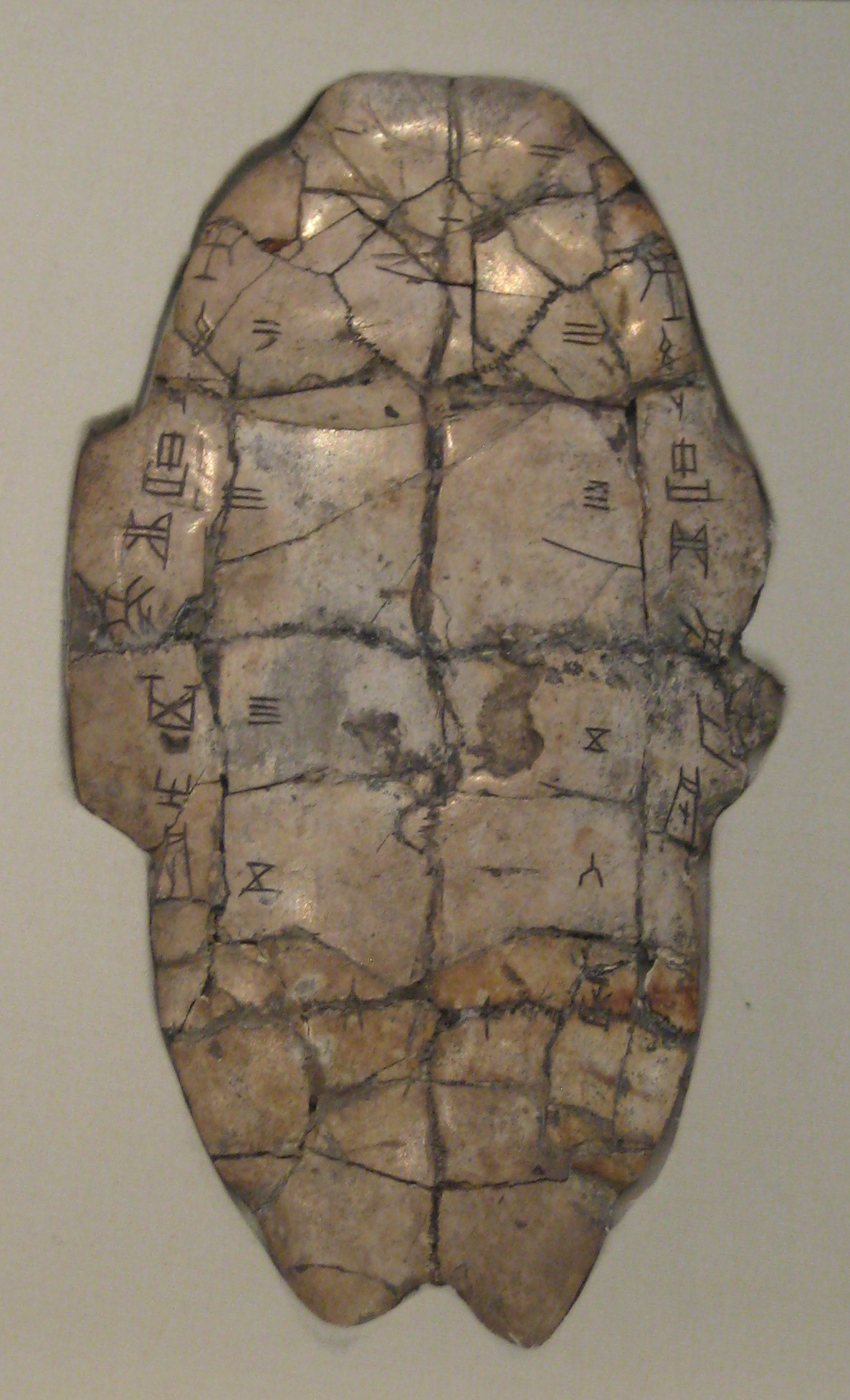
甲骨文

殷後期の遺跡からは、国事行為や宗教祭儀である卜（ぼく）の結果を記録した甲骨文字（亀甲獣骨文）が大量に発見されている。 漢字としての完成度が高いことが研究により明らかにされている。
当時の卜は亀の甲羅や牛の肩胛骨などの裏側に小さな窪みを穿ち、火に炙って熱した金属棒（青銅製と言われる）を差し込む。しばらく差し込んだままにすると熱せられた表側に亀裂が生じる。この亀裂の形で吉凶を見るのであるが、その卜をした甲骨に、卜の内容・結果を彫り込んだのである。
筆や木簡を表す甲骨文字が見られることから、それらを用いて記した文字もその時代にあったと推測されるが、考古学的出土はない。
殷墟から発掘される甲骨などに刻まれた甲骨文字は2系統あり、抽象化の進んだ文字と、見たままを描く象形文字があり当時の甲骨文字は象形文字による文も多かった。その一方で抽象化の進んだ文字や、ある種の事態を表現する動詞や形容詞の文字も存在した。たとえば、「立」の原型である人が地面を表す横棒の上に書かれた字（指示文字）、女性が子供をあやす様から「好」や、人が木の袂（たもと）にいる様から「休」などの字（会意文字）も既に含まれていた。さらに、同音の単語をすでにある別の字で表す代用字もあり、たとえば鳥の羽を示す「翼」の原型は、同音で次のことを示す単語に流用され、これがのちに「翌」となった。このように、すでに現在の漢字の書体に似通っている部分が見受けられ、非常に発展したものであり、おそらくはこれ以前から発展の経路を辿ってきたものとみられる。最古の漢字には左右や上下が反転したものや、絵や記号に近い部品がつけられているものなど、現在の常識では考えられない（当然ながら現在では使用されていない）漢字が存在する。その後、青銅器に鋳込まれた金文という文字が登場した。「NHKスペシャル 中国文明の謎第2集 漢字誕生」では、古代メソポタミアの文字が商取引の記録から始まっているのに対して、政治の方針を決めるための占いの用途で、骨（これまでに14,000体の殷の生贄の犠牲となった人骨が出土）に刻むために使われ始めた漢字は、文字としてはきわめて特殊なルーツであったとしている。たとえば、白は人間の頭蓋骨の白に由来する象形文字である。このように、鬼神と王を繋ぐための手段として、初期の漢字は始まった。
周の時代になると、外交や商取引など多くの用途に漢字が使われるようになり、それまでの種類だけでは足りなくなった。そこで多くの新しい漢字が作られた。中国では「清らかで澄んだ」様子を「セイ（tseng）」と呼び、新芽が井戸端に生えた様子から「青」に連なる象形文字を用いた。この「セイ」という発音と文字「青」は形容詞だけでなく「清らかで澄んだ」ものを呼ぶさまざまな名詞にも使われたが、これらにもそれぞれの漢字が割り当てられるようになった。水が「セイ」ならば「清」、日差しが「セイ」ならば「晴」などである。このような漢字の一群を「漢字家族」と言う。侖（liuan-luan、リン-ロン）も短冊を揃えた様子から発し「揃えたもの」を示す象形文字だが、これも車が揃えば「輪」、人間関係が整っておれば「倫」、理論整然としていれば「論」という漢字が作られた。このように、音符に相当する「青」「侖」などと、意味の類別を表す意符が組み合わさった「形声文字」が発達した。紀元100年ごろに後漢の許慎が著した『説文解字』は中国初の字書であり、9,353字の漢字について成り立ちを解説しているが、この中の約8割は形声文字である。このような文字形成の背景には、中国では事物を感性的にとらえ、枠にはめ込む習慣が影響しているともいう。このため、音素文字や単音文字を作り出す傾向が抑えられたと考えられる。

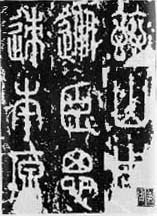
秦の小篆(泰山刻石)

周が混乱の時代を迎えると、漢字は各地で独自の発展をすることになる。その後、意義・形ともに抽象化が進み、春秋戦国時代になると地方ごとに通用する字体が違うという事態が発生した。そして天下を覇した秦の始皇帝が字体統一に着手、そして生まれたのが小篆である。秦は西周の故地を本拠地にしたのであり、その文字は周王朝から受け継がれたものだったため、その系統性が保持されたといえる。
小篆は尊厳に溢れ難解な書式だった。秦、そして後の漢代になると、下級役人を中心に使いにくい小篆の装飾的な部分を省き、曲線を直線化する変化が起こり、これが隷書となった。毛筆で書かれる木簡や竹簡に書き込む漢字から始まった隷書は、書物から石碑に刻まれる字にまで及んだ。この隷書を走り書きしたものは「草隷」と呼ばれたが、やがてこれが草書となった。一方で、隷書をさらに直線的に書いたものが楷書へ発達し、これをさらに崩して行書が生まれた。
なお、隷書から楷書ができてそれをくずす形で草書と行書ができたという説があるが現在ではこの見解は定説から外れており、『総合百科事典ポプラディア第三版』でも誤りとして修正されている。
六朝から唐の時代には書写が広まり、個人や地域による独特の崩れが発生するようになったが、科挙の制では「正字」という由緒正しい漢字が求められたが、一般庶民では「通字」や「俗字」と呼ばれる漢字が多く使われた。宋の時代には手工業者や商人など文字を仕事で使う層が台頭し、俗字が幅広く用いられた。さらに木版技術の発展により、楷書に印刷書体が生まれ、宋朝体と呼ばれる書体が誕生した。明代から清代にかけて、康熙字典に代表される明朝体が確立した。
現在、書籍やコンピューター文書などの印刷に使用されている漢字の書体は明の時代に確立された明朝体が中心である。この起源を遡ると、後漢末期に確立された楷書に行き着く。
現代中国ではさらに簡素化を進めた簡体字が使われる。「飛」→「飞」のような大胆な省略、「機」→「机」のような同音代替、「車」→「车」のような草書体の借用から、「從（従）」→「从」のような古字の復活まである。基本的に10画以下に抑えるため、民間に流布していた文字のほかに、投書を集め「文字改革委員会」が選択することで決められた。

## 字形

### 書体
文字は書く道具、書かれる媒体、書く速度、書き方などにより字形の様式を変えることがある。この様式の違いが文字体系全体に及ぶ場合、これを書体と呼ぶ。現在、使われている漢字の書体には篆書・隷書・草書・行書・楷書の五体があり、楷書の印刷書体として広く使われているものに明朝体がある。
| 甲骨文 | 金文 | 大篆書 | 小篆書 | 隷書 | 楷書 |
| ------ | ---- | ------ | ------ | ---- | ---- |
|        |      |        |        |      |      |

なお、各書体発展の経緯については#歴史を参照されたい。

### 字体
漢字は点や横棒、縦棒などの筆画を組み合わせて作られている。ある漢字がほかの漢字から区別される筆画の組み合わせを字体と呼ぶ。

#### 構成要素
漢字は、筆画、筆順、偏旁、偏旁の配置構造という構成要素を持つ。この構成方法の違いによって1つの字体を形成する。漢字は点や線で表される筆画の組み合わせで作られるが、必ずしも一字一字が形態として独特であるわけではなく、複数の漢字に共通の部分が存在する。これを偏旁といい、偏・旁・冠・脚・構・垂・繞などの呼び名が、字の構成上の位置などに基づいて、これらの共通部分に与えられる。非常に単純な構成の漢字を除けば、多くの漢字はこれらの共通部分を少なくとも1つ、含んでいる。また、共通部分は、場合によってはそれ自体が独立した文字としても存在している場合もある。これらのうち、一部の共通部分は部首と呼ばれ、漢字の分類、検索の手がかりとして重要な役割を果たす。

#### 造字構造
漢字は造字および運用の原理を表す六書（指事・象形・形声・会意・転注・仮借）に基づき、象形文字・指事文字・会意文字・形声文字に分類される。漢字の85%近くが形声文字と言われている。
日本の国字は、それぞれの部首が本来持つ意味を解釈して新たに組み合わせて、会意に倣って作られたものが多いといわれる。

#### 異体字

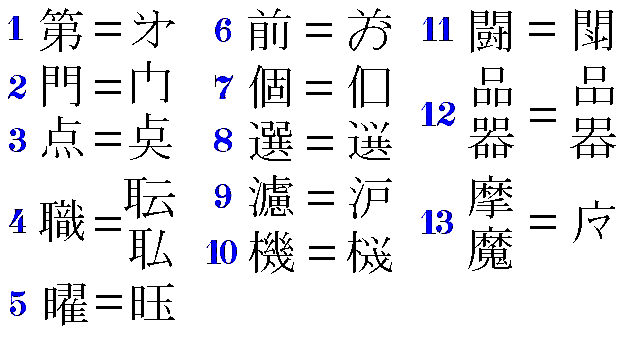
左から1.第 2.門 3.点 4.職 5.曜 6.前 7.個 8.選 9.濾 10.機 11.闘 12.品,器 13.摩、魔の略字例

漢字には同じ語を表すのに異なる字体を用いる場合がある。たとえば、「からだ」を意味する「タイ」という音をもつ漢語には「體」「体」「軆」「躰」という何通りかが当てられるが、これらは同じ漢字の異なる字体とされる。
互いに同じ意味と音を表しても字体を異にする字を異体と呼ぶ。異体字のあいだで、正式に用いられる字体を正字または本字と呼ぶ。本字の認定は時代や国によって異なっている。一方、民間で広く使われているが、正字とは認められない異体字を俗字と呼ぶ。また正字を簡略化してできた異体字を略字と呼ぶことがある。

左が繁体字、右が簡体字

戦後、中国でも日本でも漢字改革が行われ、異体字間でも簡単な字体を正字としたり、新しく簡略化した字体を作ったりした。中国では字形の複雑さを基準に元の正字を繁体字、簡化された字体のものを簡体字と呼んでいる。簡体字は1956年の「漢字簡化方案」公布以降、正式に用いる字体として選ばれている。一方、日本では1946年の「当用漢字表」と1949年の「当用漢字字体表」で簡略化された字体を定め、以後、使用してきた。このため「当用漢字表」以後に用いられた字体を新字体、それ以前に用いられた字体を旧字体と呼んでいる。繁体字・旧字体と、簡体字・新字体とは「體」と「体」、「萬」と「万」のようにまったく字形の異なる俗字を採用したものもあるが、「聲」と「声」、「醫」と「医」のように一部を使ったものや、「學」と「学」のように一部の字形が変形されたものが多い。

### 字書
字形の分析は許慎の『説文解字』に始まる。ただし、そこで求められていたものは字の本義と解字を探ることであり、古典解釈学のためであって、親字には、おもに小篆が用いられている。しかし、その部首法や六書、古字・異体字の分別など後世に大きな影響を与えている。このような字形によって分類された辞典を字書という。『説文解字』は540部首で小篆9,353字および重文1,163字を扱っている。『説文解字』を発展させたものに梁の顧野王の『玉篇』がある。『玉篇』は、字義を分類して示すとともに、反切による字音情報がつけられ、親字は隷書体に改められている。542部首で12,824字を扱っている。『玉篇』は日本での字書の成立に影響を及ぼしている。
こういった解字を重視した部首法をとる字書に対して、検字という実用的な目的から部首法を発展させた字書が現れるようになった。その濫觴は遼の僧侶行均の『龍龕手鑑』であり、『説文解字』が篆書に従って部首を立てたのに対して、楷書体の字形によって部首を立てなおし、字形を字源から切り離して記号として扱い、さらに部首字を声調によって4巻に分けることがなされている。『龍龕手鑑』は240部首で26,430字あまりを扱っている。その後、金の韓孝彦・韓道昭によって『五音篇海』が作られた。その特徴は部首字を五音三十六字母と声調によって配列したことであり、また部分的にではあるが部首以外の部分の筆画数順に字が並べられている。444部首で54,595字を扱った。明の万暦43年（1615年）梅膺祚（ばいようそ）によって作られた『字彙』はその後の字書の規範となる画期的な字書であった。部首の統合整理を行って214部首で33,179字を扱い、部首字および各部首に属する親字を筆画数順に配列したのである。その方法は214部首49,000字あまりを収録した清の『康熙字典』に継承された。

## 字音

### 構成
漢字1字は中国語の1音節を表す。中国語の音節構造は「（子音）+ 母音 +（子音）」である。現代の中国語では英語のように多重子音はない。また母音は三重母音まである。
中国の伝統的な音声言語学である音韻学の分類では、語頭子音・ゼロ子音を声母、母音または母音+語尾子音を韻母という。さらに、中国語は1音節の音の高低で意味を区別するトーン言語であり、この音の高低の違いを声調という。つまり、漢字音は「声母」「韻母」「声調」（略して声・韻・調）の3つの要素によって構成されると考えられた。

### 字音研究史
古代の漢字音の情報は、詩など韻文にある押韻や漢字を韻母別に分類した「韻書」によって得られる。
最古の韻書は3世紀の『声類』とされているが、散逸しており、詳細は不明である。広く一般に通用した最初の韻書は7世紀の韻書『切韻』である。それ以前の漢字音は『詩経』の押韻などを元に復元が試みられており、上古音と呼ばれる。中国の字音は、この上古音、『切韻』に代表される中古音、14世紀の韻書『中原音韻』に代表される近世音、および現行の現代音に分類されている。
古代漢字音復元の基準とされているのは中古音であり、日本の漢和辞典にも反切や詩韻で中古音が示されている場合が多い。反切とは韻書や古典の注釈書で使用されている漢字音表記法で、前の漢字の声母と後ろの漢字の韻母と声調を組あせて表記する。たとえば「漢」は「暁翰」、「字」は「従志」であり、「漢」は「暁」の声母と「翰」の韻母と声調を、「字」は「従」の声母と「志」の韻母と声調を組み合わせた音であったと推測される。
反切の声母の代表として使う漢字を字母と呼ぶ。字母は五音に基づき唐では三十字母、宋では三十六字母が整理された。韻母に関しては『切韻』を宋代に増補改訂した『広韻』では二百六韻が韻目に立てられたが、時代や地域を無視してたくさん作られていると言われている。その後、金の王文郁の『平水新刊韻略』が立てた平水韻106韻がその後の漢詩の押韻にとっては規範とされた。
また漢字のほとんどが形声文字であり、それは通常、左側の偏や上側の冠を意符、右側や下側の旁を音符とするが、宋代以降、旁にあらわされている字音こそが基本義を表しているのだとする「右文説」が唱えられた。20世紀に入り、スウェーデンの言語学者ベルンハルド・カールグレンや日本の藤堂明保が上古音の声母の分類による単語家族の語源分析を行っている。

## 字義

### 字義の特徴
漢字1字は大体において1つの形態素を表す。これは古代中国語の1音節が1形態素を表すためである。ただし、古代中国語の中でも外来語やオノマトペには2音節1形態素の構造を持つものがあり、これを連綿語という。連綿語は意味は1つであるが、音節数に従って漢字2字が当てられる。たとえば「葡萄」「琵琶」「彷彿」「恍惚」などがある。この場合の1つの漢字はもう1つの漢字と区別されるような1つの意味を持たず、表音文字的な要素が強い。逆に1音節2形態素を表す語もある。これはもともと2つの音節であったものが縮約されて1音節になったものである。これを縮約語といい、漢字1字が当てられる。たとえば之於（シオ）→諸（ショ）、不可（フカ）→叵（ハ）、而已（ジイ）→耳（ジ）などである。この場合、1つの漢字に2つの意味があることになる。
単語がその意味を歴史的・地理的に変化させるのと同様、語を表している漢字はその字義を歴史的・地理的に変化させている。

### 字義研究史
字義は本義・引申義・仮借義などに分けられて分析されてきた。字義を研究する中国伝統の学問は訓詁学である。
本義とはその字が持つ基本的な意味である。歴史的に考察すれば語源ということになる。本格的な本義研究は後漢の許慎『説文解字』に始まる。その方法は字形から本義を探るというものである。これを形訓とも呼ぶ。六書という造字法が本義分析に大きな役割を果たした。それは20世紀甲骨文字の研究に際しても大きな役割を果たしている。また後漢末、劉熙の『釈名』は、本義を音声に求めた。これを声訓という。たとえば「日（ジツ）は実（ジツ）である。光輝いて充実しているからである」「月（ゲツ）は欠（ケツ）である。満ちて欠けるからである」といったものである。声訓の方法論は宋代以降の「右文説」や20世紀カールグレンや藤堂明保の音声による語源分析に発展していった。
引申義とは、本義から引き伸ばされて、つまり派生してできた意味である。たとえば「長」の本義は長短の意味で距離的に「ながい」ことを表すが、引申されて長久の意味、時間的にながいことも意味するようになる。さらにそれは植物の生長の意味に引申され、さらに人間の成長を意味するようになり、長幼の区別を生じ、長老、首長へと引申されていったと考えられる。引申義の研究は、現代の語彙研究に相当する。それは古典の注釈で使われて訓詁学から発展し、前漢には同義語を分類した『爾雅』という書物にまとめられ、これにより古語や俗語などが系統的に整理された。また前漢の揚雄は『方言』を著し、同時代の地域言語を列挙して共通語でまとめている。
仮借義（かしゃぎ）とは、ある語を表すのに同音または音が近い字を借用することを仮借というが、字義の中で仮借によってできたものをいう。たとえば「求」の本義は「かわごろも」であるが、「もとめる」の意味を持つ同音語に仮借された。やがて「もとめる」の方が基本義となってくると本義は「裘」という別に漢字を作られるようになった。仮借は『説文解字』の六書で用字法の1つに挙げられたものである。これにより、字義に本義とまったく関係のないものがあることを説明できる。

## 文字の体系
漢字とは由来を異にする、漢字に似せた文字を「擬似漢字」（契丹文字、女真文字、西夏文字など）、漢字に由来する文字を「派生漢字」（仮名など）と呼ぶことがある。

### 国字・派生文字
- 中国白話字、方言字、簡体字、繁体字
- 和製漢字（日本生まれの漢字）、旧字体、新字体
- 朝鮮国字（朝鮮生まれの漢字）
- ベトナムのチュノム（字喃）（現在は使われていないベトナム国字）
  - タイーノム（中国語版）
- チワン族の古壮字（方塊壮字）（現在は使われていない）
- 水族の水字（現在は使われていない）
- ペー族の方塊ペー字（現在は使われていない）
- プイ族の方塊プイ字
- ヤオ族の女性の女書
- 契丹文字（漢字とウイグル文字より）
- 女真文字（漢字と契丹文字より）
- 西夏文字
- 日本語の仮名（ひらがな、カタカナ、変体仮名）
  - アイヌ語仮名
  - 台湾語仮名
- 注音符号（注音字母）（中国語の音標文字）
- 蘇州号碼（中国の算用数字）
- 琉球古字 （諸説あり。甲骨文字より）

### 直接的に漢字に由来しない周辺地域の文字
- 朝鮮語のハングル
- ベトナム語のクオック・グー（ラテン文字）
- イ族の彝文字(ロロ文字とも言う)
- ナシ族のトンパ文字
- 中国語の小児経

## 漢字文化圏
日本における漢字
戦後からは新字体を使用する。音読み、訓読みと日本にだけ2種類の読み方があるため文面から発音を予測するのが難しい。
朝鮮における漢字
韓国ではハングルとの併用を経由して、現代ではほとんど用いられなくなっている。北朝鮮では漢字を廃止して、朝鮮語用の文字であるチョソングル（ハングル）だけが用いられている。
ベトナムにおける漢字
中国文化の影響を受けたベトナムにも漢字が伝わって用いられるようになったが、漢字を元にした独自の文字であるチュノムに変化し複雑化した。近代に入りフランスの植民地になって以後、中国文化圏から切り離されて漢字ではなく「クオック・グー（国語）」と呼ばれるローマ字が使用されるようになった。ベトナム語の単語には漢語の影響が多く残るが、ベトナム民主共和国成立後は昔の文化財や国文学等の分野を除いて漢字はほとんど用いられていない。
シンガポールにおける漢字
シンガポールの国民は華人が多く、中国語（普通話とほぼ同一であるシンガポール華語）は公用語のひとつであるため、漢字も盛んに用いられる。使用される字体は、簡体字が中心である。
マレーシアにおける漢字
中華系マレーシア人は中国語を使用しており、学校では簡体字なので、若い華人の多くは簡体字しか書けないが繁体字もある程度は読める。年配者は繁体字を使用する。

## 筆順や字形
漢字には本来、固定された筆順（書き順）はない。日本における漢字の筆順は第二次世界大戦後の1958年（昭和33年）の文部省（現在の文部科学省）から出版された「筆順指導の手びき」を元に定められ、学校教育で使われた、行書の影響を受けたと類推される手引書によって筆順が決められている。しかし、これは決して正式な漢字の決まりではない。
江戸時代またはそれ以前の武家政権下の日本、明治維新以降の日本の学校教育でも、筆順の授業は実施されていなかった。
同様に、「はね」や「止め」または線の長短など字形も良し悪しはなく、1949年（昭和24年）4月に当用漢字字体表が公布された際、国語審議会は注意事項として「本表の字体は活字用であり、筆写（楷書）を拘束しない」と記している。

## 文化
- 偏継（へんつぎ） - 平安時代以降遊ばれた、偏と旁を組み合わせて漢字を作るゲーム[45][46]。